# Моди, Хормусджи Наороджи
Сэр Хормусджи Наороджи Моди (Hormusjee Naorojee Mody, 麼地, 12 октября 1838 года, Бомбей, Британская Индия — 16 июня 1911 года, Британский Гонконг) — успешный предприниматель и видный филантроп парского происхождения, один из основателей Гонконгского университета. 

## Биография
Хормусджи Наороджи Моди родился в Бомбее в 1838 году в семье предпринимателей-парсов, после окончания средней школы приобрёл печатный станок и стал издавать газету. В 1858 или 1860 году по приглашению своего дяди по материнской линии Джехангирджи Буксея Моди переехал в Гонконг. В то время там существовала большая и влиятельная диаспора парсов, среди которых выделялись Дорабджи Наороджи Митхайвала (основатель паромной компании Star Ferry) и Джехангир Хормусджи Руттонджи (основатель первого санатория и Противотуберкулезной ассоциации Гонконга). Большинство гонконгских парсов того периода занимались торговлей опиумом и морскими перевозками между Британской Индией, Сингапуром и Южным Китаем.
На первых порах Моди работал в торговом доме дяди Buxey and Co и в местном отделении The Bank of Hindustan, China & Japan, в 1868 году совместно с Полом Чатером основал успешную брокерскую компанию Chater & Mody, которая занималась торговлей золотом и ценными бумагами, а позже сосредоточилась на операциях с недвижимостью (особое внимание коммерсанты уделяли земельным участкам перспективного Коулуна, который был уступлен британцам после Второй опиумной войны).
Кроме прокладывания улиц и строительства домов компания Chater & Mody с 1872 года развивала в Коулуне и новый морской порт — отвоёвывала у залива земли, возводила противонагонные дамбы, причалы, склады и подъездные пути (в 1886 году этот бизнес выделился в отдельную компанию The Hong Kong and Kowloon Wharf and Godown, сегодня она известна как The Wharf Holdings — составная часть многопрофильной группы Wheelock & Co).

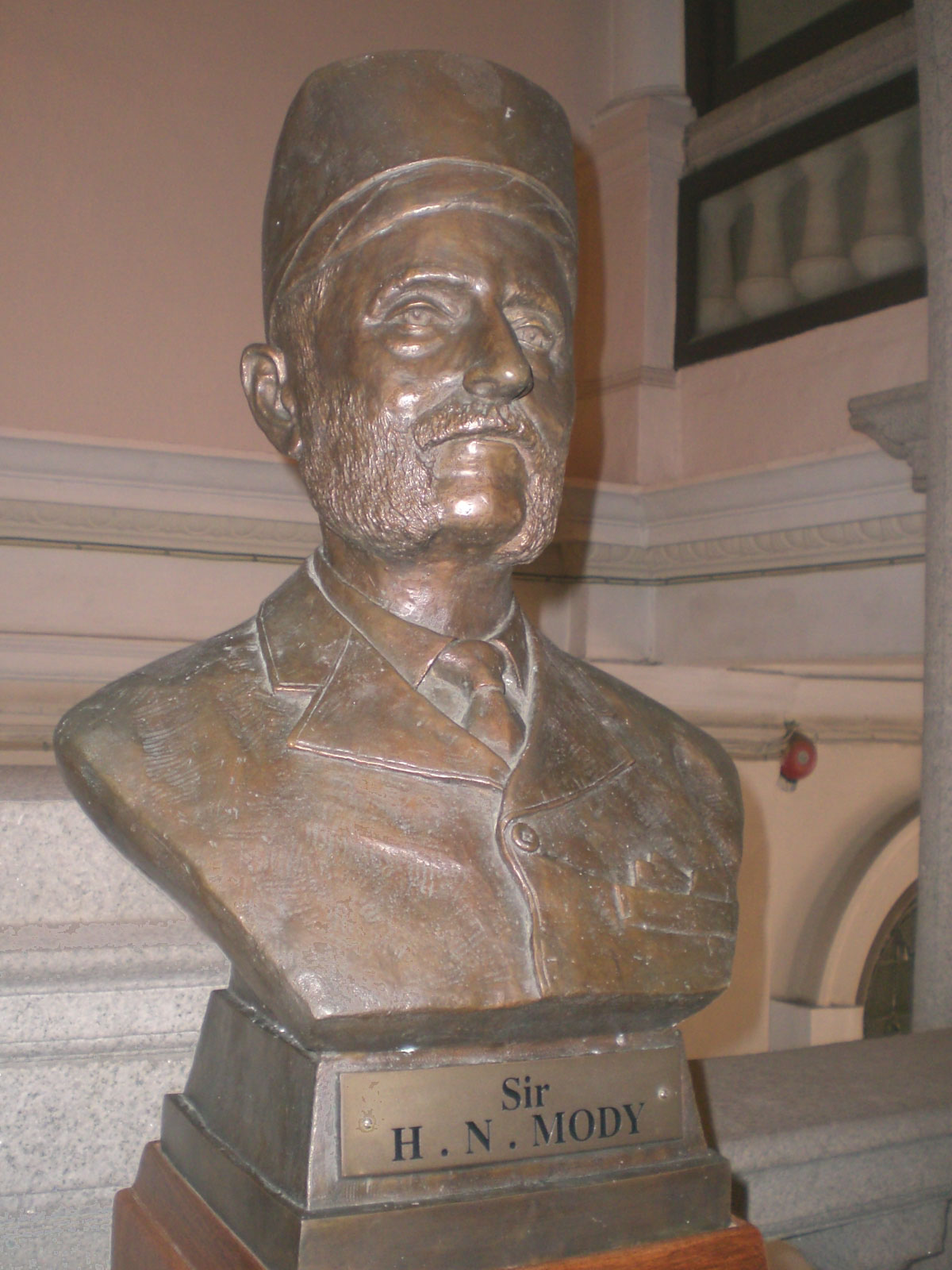
Бюст Моди в холле главного здания Гонконгского университета

После успешного старта в Коулуне Моди и Чатер продолжили работы на северном побережье острова Гонконг, где в 1890—1904 годах благодаря насыпным работам и строительству дамб появилась новая улица Коннаут-роуд. После того, как Пол Чатер в 1890 году основал компанию Hongkong Electric, Моди и Чатер в 1892 году учредили компанию Societe Francais des Charbonnages du Tonkin, добывавшую уголь для гонконгской электростанции во Французском Индокитае. Предприятие стало настолько успешным, что Моди получил от французских властей орден Почётного легиона. Завоевав репутацию уважаемого бизнесмена, Моди возглавил и другие компании колонии, став их директором или членом совета директоров (благодаря многочисленным должностям он получил прозвище «Наполеон Риальто»). 
Моди дружил с гонконгским губернатором Фредериком Лугардом (1907—1912) и его женой Флорой Шоу, которая стремилась развивать в колонии высшее образование. В марте 1910 году, когда Моди внёс 150 тыс. гонк. долларов, торжественно заложил здание и начал сбор пожертвований на организацию университета, его посвятили в рыцаря-бакалавра. Официально Гонконгский университет был создан в 1911 году на основе Медицинского колледжа для китайцев. Здание и земельный участок стоимостью 345 тыс. гонк. долларов предоставил именно Моди.
Кроме университета, Хормусджи Наороджи Моди финансировал в Гонконге и ряд других образовательных, спортивных, благотворительных и религиозных проектов, в том числе создание «Дома солдатов и матросов» и «Института торговых моряков». Моди был президентом и крупнейшим спонсором «Коулунского крикет-клуба» (Kowloon Cricket Club), здание которого он лично заложил в январе 1908 года. При клубе существовала Любительская атлетическая ассоциация, также действовавшая на средства Моди. Во время празднования юбилея королевы Виктории Моди профинансировал установку памятника монарху (сейчас сидячая статуя королевы находится в гонконгском парке Виктория). 

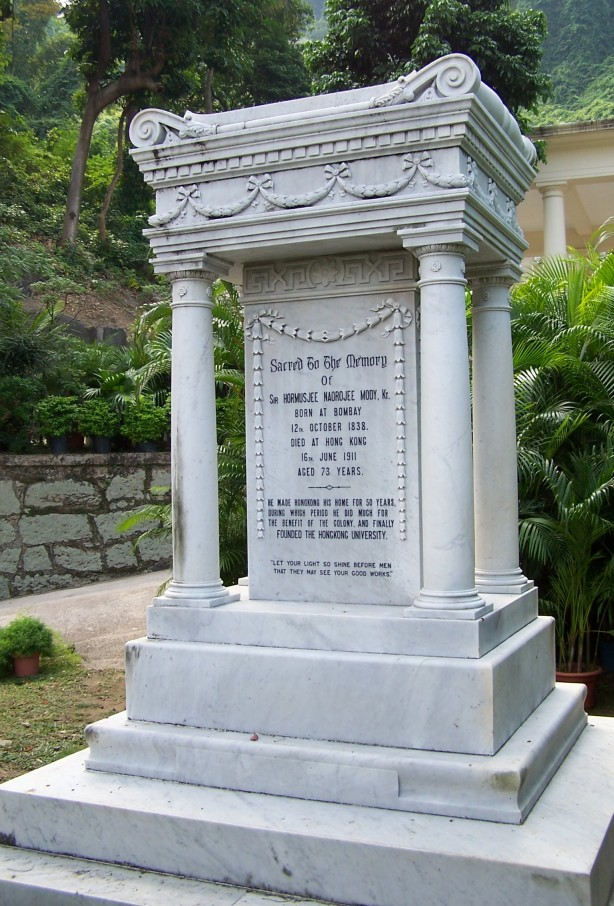
Надгробие Моди на парском кладбище Гонконга

Хормусджи Наороджи Моди был женат на Манекбай Моди и имел четырёх сыновей. Манекбай Моди была инициатором строительства мраморного фонтана на парском кладбище Гонконга. Семья Моди проживала в роскошном особняке Buxey Lodge, где Хормусджи собрал обширную коллекцию старинной мебели, фарфора, полотен французских художников и серебряных изделий. Особняк, названный в честь дяди Моди, в 1946 году был пожертвован правительству Гонконга. В 1872 году Чатер и Моди открыли собственную конюшню (Chater Stable), после чего Моди открыл конюшню в Шанхае, где успешно конкурировал на скачках с конюшней компании David Sassoon & Co. Позже Моди и Сассуны перенесли свои конюшни из Шанхая в Гонконг, где продолжили соревноваться между собой.
Моди активно участвовал в жизни парской общины Гонконга и в 1890-х годах являлся президентом Зороастрийских благотворительных фондов Гонконга, Кантона и Макао. Он был мировым судьёй и одним из немногих не-британцев среди специальных присяжных заседателей судебной системы Гонконга, представлял интересы Генерального консульства Сиама в Гонконге (консулом был его друг Хачик Пол Чатер) и финансировал благотворительный фонд, созданный после катастрофического голода в Ирландии 1879—1880 годов. 
Хормусджи Наороджи Моди умер летом 1911 года в своём особняке Buxey Lodge, через несколько месяцев после открытия университета. Он был похоронен на парском кладбище в районе Хэппи-Вэлли. Спустя несколько месяцев его сын Наородж Моди стал пожизненным членом университетского суда.

## Память и наследие
В память о вкладе, который Моди внёс в создание Гонконгского университета, в главном корпусе установлен его бронзовый бюст. Он был создан в 2002 году на средства университета и парской общины Гонконга.
Именем Моди в Гонконге названы улица Моди-роуд (Mody Road, 麼地道) и площадь Моди-скуэр (Mody Square) в районе Чимсачёй. Улица появилась в 1887 году как раз на землях, освоенных компанией Моди в бурно развивающемся Коулуне. В марте 1909 года она была названа именем Хормусджи Наороджи Моди.

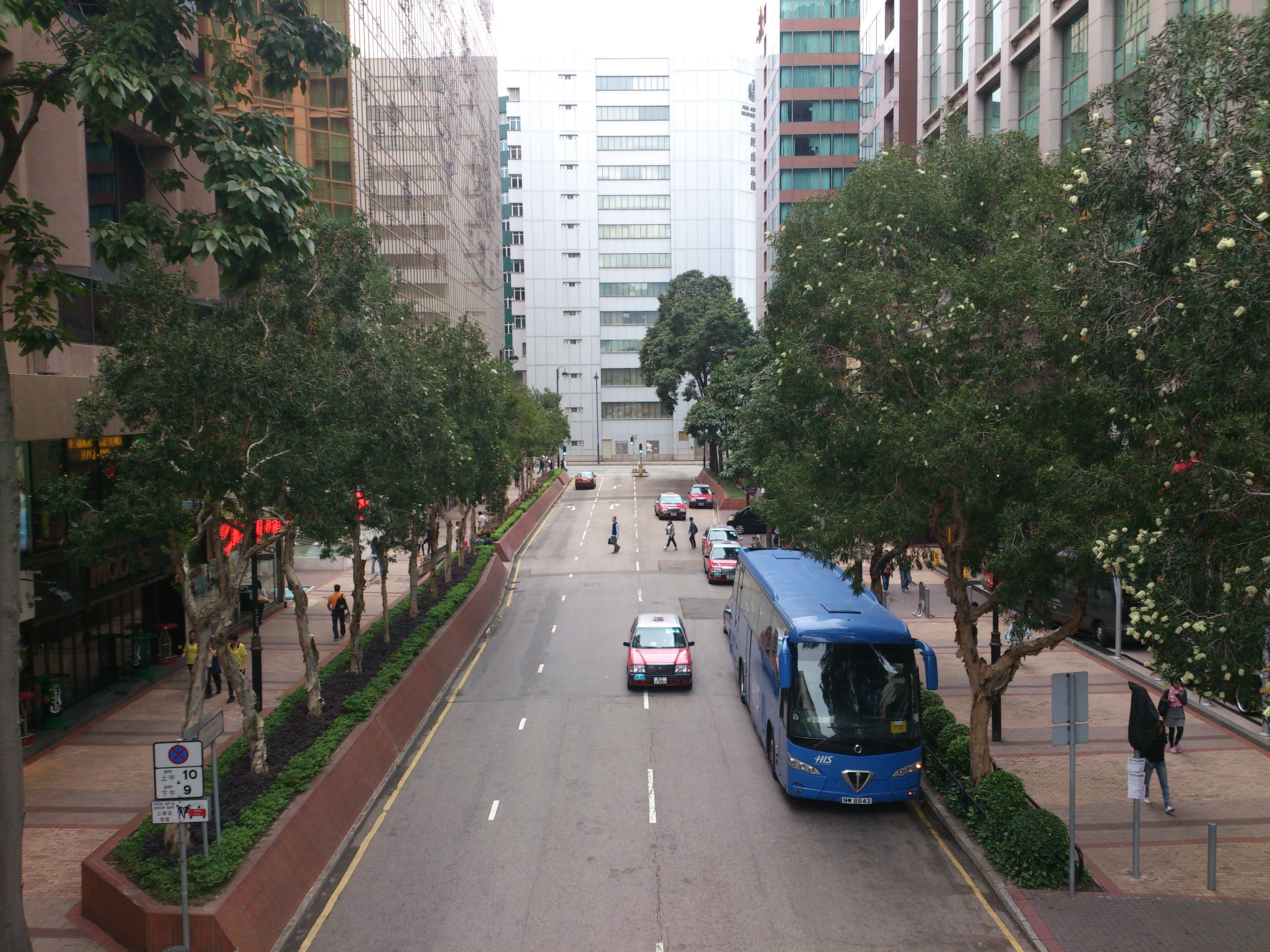
Моди-роуд
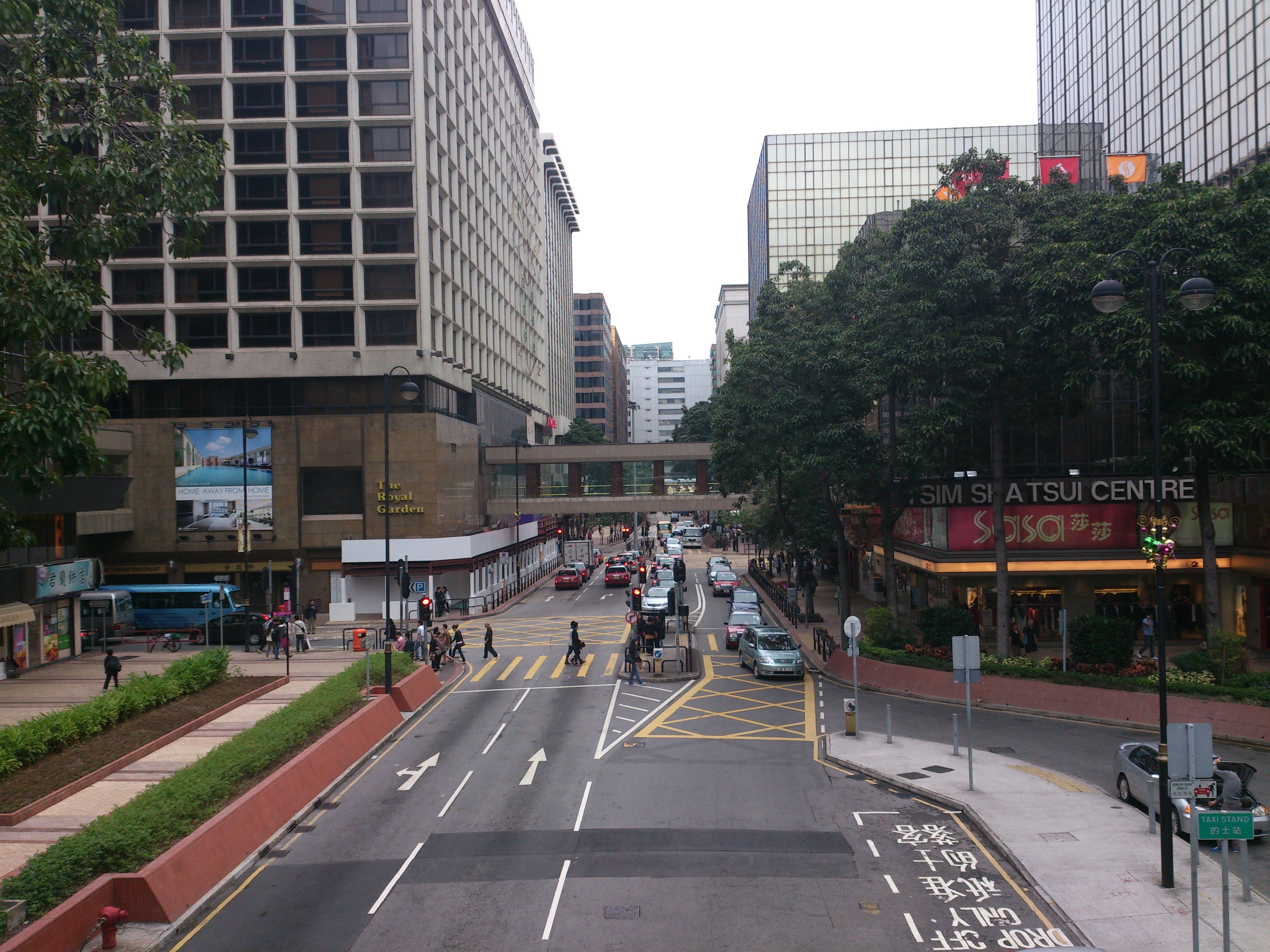
Моди-скуэр
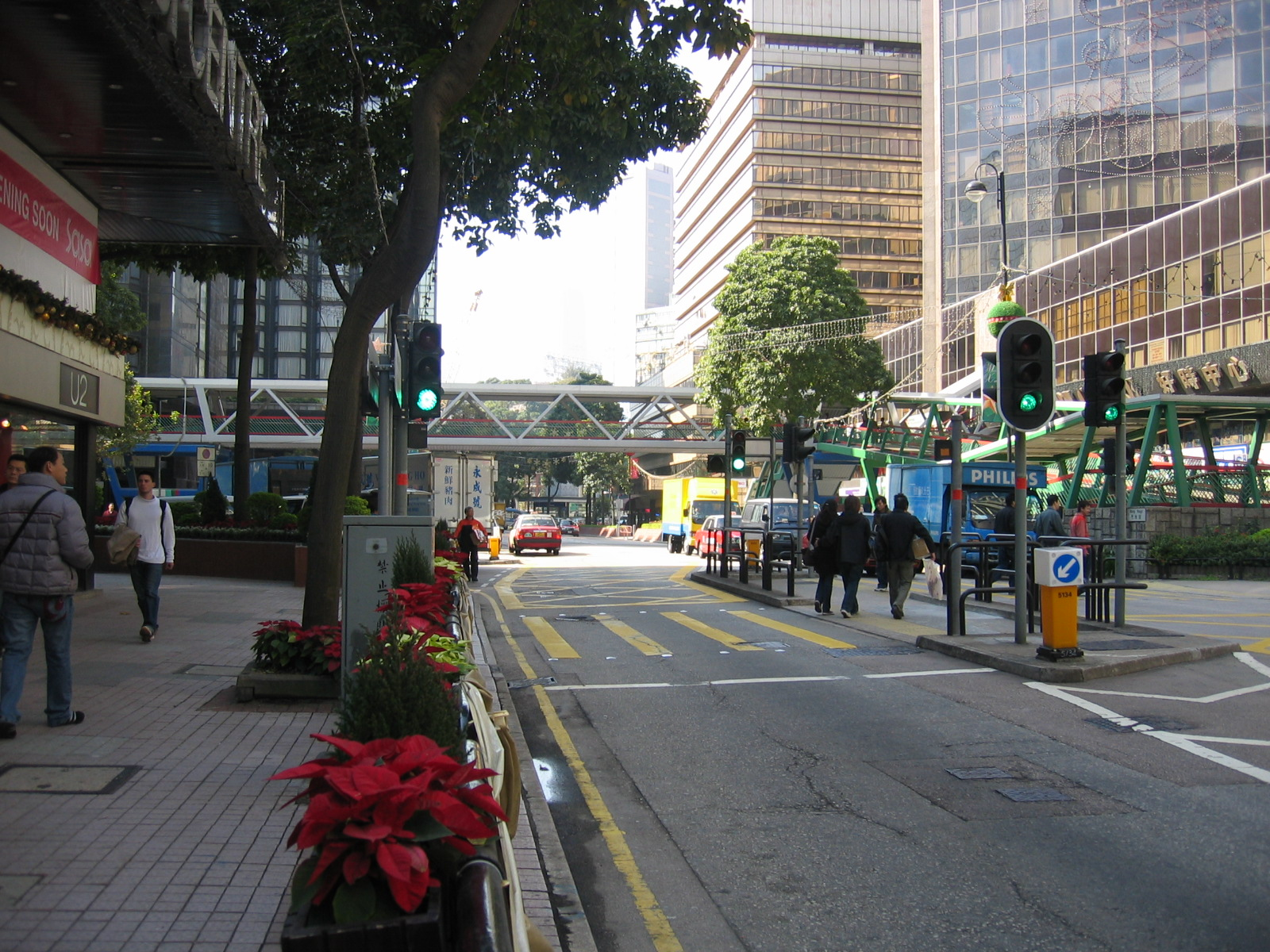
Моди-роуд
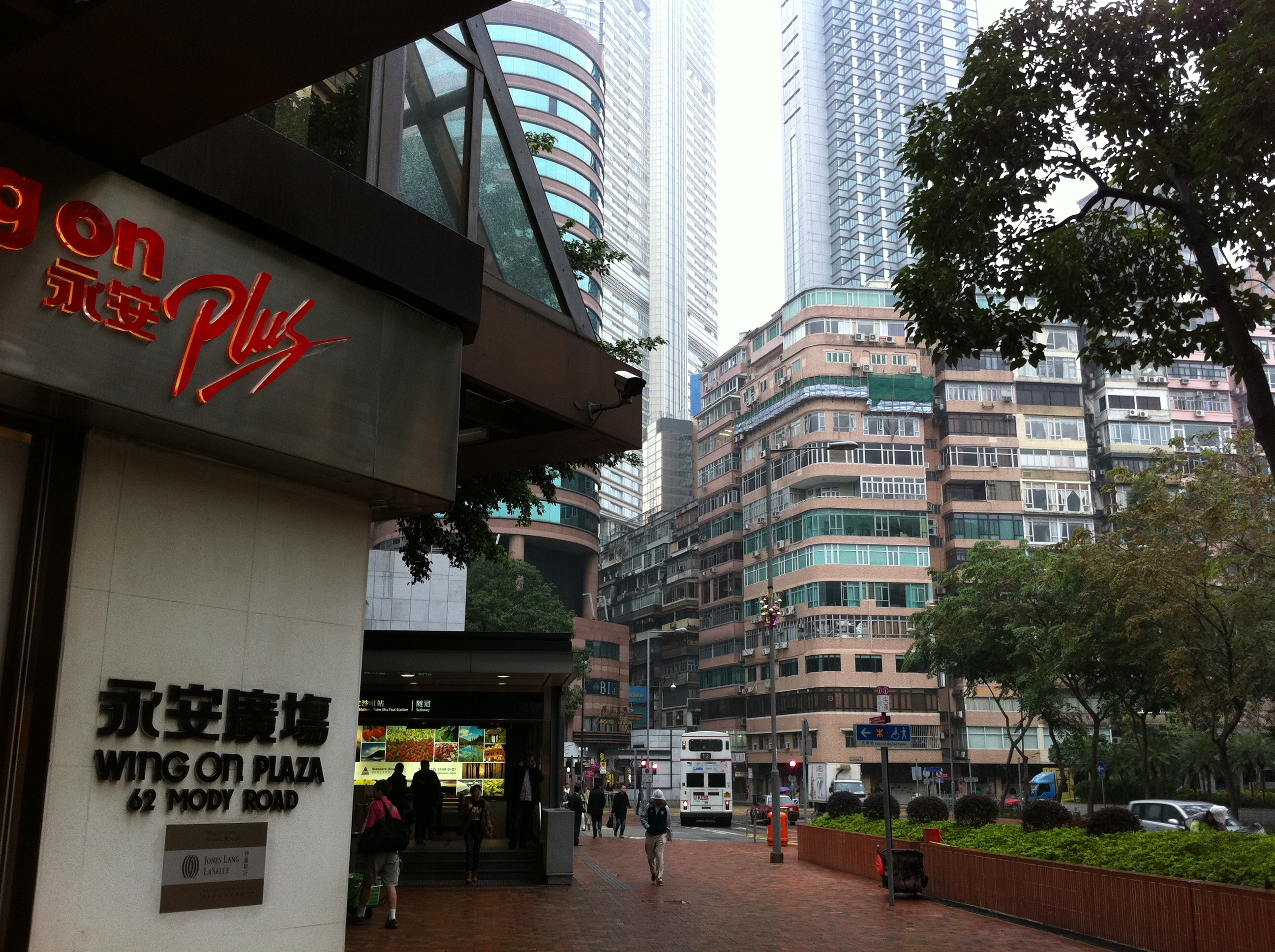
Моди-роуд